# Vitamina
Las vitaminas (del inglés vitamine, hoy vitamin, y este del latín vita ‘vida’ y el sufijo amina, término acuñado por el bioquímico Casimir Funk en 1912) son moléculas orgánicas imprescindibles para los seres vivos en forma de micronutrientes, ya que al ingerirlos en la dieta de forma equilibrada y en dosis esenciales, promueven el correcto funcionamiento fisiológico y del metabolismo. La mayoría de las vitaminas esenciales no pueden ser sintetizadas por el organismo, por lo que este no puede obtenerlas más que de manera externa a través de la ingesta equilibrada de alimentos naturales que las contienen. Las vitaminas son nutrientes que, junto con otros elementos nutricionales, actúan como catalizadoras de todos los procesos fisiológicos directa e indirectamente.  
Las vitaminas son nutrientes orgánicos que el cuerpo necesita en pequeñas cantidades para funcionar, crecer y desarrollarse. Son esenciales para prácticamente todos los procesos químicos del cuerpo, como la digestión, la eliminación de residuos, el crecimiento y la regulación celular. 
Los requisitos mínimos diarios de las vitaminas no son muy altos. Se necesitan tan solo dosis de miligramos o microgramos contenidas en grandes cantidades (proporcionalmente hablando) de alimentos naturales. Tanto la deficiencia como el exceso de los niveles vitamínicos corporales pueden producir enfermedades que van desde leves a graves e incluso muy graves como la pelagra o la demencia entre otras, e incluso la muerte.
Existen 13 vitaminas que se clasifican en 9 hidrosolubles o que se pueden disolver en agua y por lo tanto son fácilmente excretados por la orina (8 vitaminas del complejo B y la vitamina C) y en 4 liposolubles o que se disuelven en lípidos y que se absorben en el tracto gastrointestinal (vitaminas A, D, E y K). Algunos autores también añaden a la colina como una decimocuarta vitamina. Hay algunos compuestos antinutrientes que interfieren con la absorción de vitaminas, tal es el caso de la avidina, una proteína presente en la clara de huevos crudos que se inactiva con la cocción y que impide la absorción de la biotina.
Las vitaminas tienen varias funciones metabólicas y son consideradas biocatalizadores desde el punto de vista bioquímico. Algunas, como la vitamina D, tienen funciones similares a las hormonas en la regulación del metabolismo de minerales para los huesos, el crecimiento celular y la diferenciación celular de tejidos. Otras, como la vitamina E o C, actúan como antioxidantes. Las vitaminas del complejo B, el grupo más grande de vitaminas, funcionan como precursoras de cofactores enzimáticos, que ayudan a las enzimas en su función de catálisis metabólica, esto significa que la molécula de la vitamina, con un pequeño cambio en su estructura, pasa a ser la molécula activa. En esta función, las vitaminas pueden unirse estrechamente a las enzimas como parte de grupos prostéticos. Por ejemplo, la biotina forma parte de las enzimas implicadas en la producción de ácidos grasos. También pueden unirse, con menos firmeza, a catalizadores enzimáticos como las coenzimas, moléculas no enlazables que transportan grupos químicos o electrones entre moléculas. A modo de ejemplo, el ácido fólico puede transportar grupos metilo, aldehído y metileno en las células. Aunque estas funciones de asistencia a las reacciones enzimáticas son las más conocidas, las demás funciones son igualmente importantes.
Tanto la deficiencia de vitaminas que se denomina hipovitaminosis como el nivel excesivo de vitaminas denominado hipervitaminosis tienen consecuencias negativas en el organismo. Está demostrado que las vitaminas del grupo B son imprescindibles para el correcto funcionamiento del cerebro y el metabolismo corporal. Este grupo es hidrosoluble (solubles en agua), debido a esto son eliminadas principalmente por la orina, lo cual hace que para evitar su carencia sea necesaria la ingesta diaria y constante de todas las vitaminas del complejo “B” (contenidas en los alimentos naturales). Por otro lado, las vitaminas liposolubles se almacenan fácilmente en el cuerpo, por lo que es importante no exceder la ingesta diaria recomendada de estas para evitar efectos tóxicos.
Todas las vitaminas se descubrieron en la primera mitad del siglo XX y hasta entonces, las vitaminas solo se obtenían a través de los alimentos, por lo que los cambios en la dieta podían alterar el tipo y la cantidad de vitaminas ingeridas. A partir de la década de los 50, las vitaminas empezaron a ser sintetizadas químicamente en masa para su comercialización, por lo que en la actualidad hay una amplia cantidad de suplementos vitamínicos que a veces se combinan con otros nutrientes esenciales como los minerales en forma de complementos dietéticos para sustituir las deficiencias en la dieta como por ejemplo la deficiencia de vitamina B12 en personas que siguen un régimen alimenticio vegetariano y vegano. Además, algunos gobiernos han ordenado la adición de algunas vitaminas a alimentos básicos como la harina o la leche, lo cual se conoce como fortificación de alimentos, para prevenir deficiencias en la población.

## Clasificación de las vitaminas
En los seres humanos hay 13 vitaminas que se clasifican en dos grupos: 9 hidrosolubles (8 del complejo B y la vitamina C) y 4 liposolubles (A, D, E y K).
| Nombre       | Vitámeros (lista incompleta)                                   | Solubilidad | Ingesta diaria recomendada por la FDA (hombres, 19–70 años) | Trastornos por insuficiencia | Ingesta máxima tolerable (UL/día) | Trastornos por sobredosis                                                    | Fuentes alimenticias |
| ------------ | -------------------------------------------------------------- | ----------- | ----------------------------------------------------------- | --- | --------------------------------- | ---------------------------------------------------------------------------- | --- |
| Vitamina A   | Retinol, retinal, y cuatro carotenoides incluido el β-caroteno | Lípidos     | 900 µg (equivalentes de retinol)                            | Nictalopía, Hiperqueratosis y queratomalacia                                                                                     | 3000 µg (equivalentes de retinol) | Hipervitaminosis A                                                           | Queso, huevos, pescado graso, cremas de verduras, leche, yogur, hígado, fuentes de betacarotenos como espinacas, zanahorias, patatas o pimientos y frutas amarillas como mango, papaya y albaricoque |
| Vitamina B1  | Tiamina                                                        | Agua        | 1,2 mg                                                      | Beriberi, Síndrome de Wernicke-Korsakoff                                                                                         | N/D                               | Somnolencia o relajamiento de los músculos en dosis elevadas.                | Guisantes, fruta, huevos, pan integral, hígado, algunos cereales enriquecidos para el desayuno |
| Vitamina B2  | Riboflavina                                                    | Agua        | 1,3 mg                                                      | Arriboflavinosis, Glosodinia, Queilitis angular                                                                                  | N/D                               |                                                                              | Productos lácteos, huevos, avena, ternera, champiñones, yogur bajo en grasa, arroz y algunos cereales para el desayuno enriquecidos                                                                  |
| Vitamina B3  | Niacina, nicotinamida                                          | Agua        | 16,0 mg                                                     | Pelagra | 35,0 mg                           | Daños al hígado (dosis > 2g/día) y otros problemas.                          | Carne, pescado, huevos, leche, harina de trigo |
| Vitamina B5  | Ácido pantoténico                                              | Agua        | 5,0 mg                                                      | Parestesia | N/D                               | Diarrea, náuseas y pirosis                                                   | Carnes de pollo y ternera, patatas, papillas, tomates, riñón, huevos, brócoli, cereales integrales                                                                                                   |
| Vitamina B6  | Piridoxina, piridoxamina, piridoxal                            | Agua        | 1,3–1,7 mg                                                  | Anemia neuropatía periférica. | 100 mg                            | Debilitación de la propiocepión, daños a los nervios (dosis > 100 mg/día)    | Carne de cerdo y aves, pescado, pan, cereales integrales, huevos, verduras, soja, maní, leche, patatas y algunos cereales enriquecidos para el desayuno                                              |
| Vitamina B8  | Biotina                                                        | Agua        | 30,0 µg                                                     | Dermatitis, enteritis | N/D                               |                                                                              | Yema de huevo cruda, hígado, maní, vegetales de hojas verdes |
| Vitamina B9  | Ácido fólico, ácido folínico                                   | Agua        | 400 µg                                                      | Anemia megaloblástica, la deficiencia durante el embarazo es asociado con enfermedades congénitas como defectos del tubo neural. | 1000 µg                           | Puede ocultar los síntomas de deficiencia de la vitamina B12; otros efectos. | Brócoli, coles de Bruselas, hígado (se debe evitar durante el embarazo), verduras de hoja verde como coles y espinacas, garbanzos y cereales para el desayuno enriquecidos con ácido fólico          |
| Vitamina B12 | Cianocobalamina, hidroxocobalamina, metilcobalamina            | Agua        | 2,4 µg                                                      | Anemia megaloblástica | N/D                               |                                                                              | Carne, salmón, bacalao, leche, queso, huevos y algunos cereales de desayuno enriquecidos |
| Vitamina C   | Ácido ascórbico                                                | Agua        | 90,0 mg                                                     | Escorbuto | 2000 mg                           | Cálculos renales, litiasis                                                   | Naranjas y zumo de naranja, pimientos, fresas, grosellas negras, brócoli, coles de Bruselas, patatas                                                                                                 |
| Vitamina D   | Colecalciferol (D3), ergocalciferol (D2)                       | Lípidos     | 10 µg                                                       | Raquitismo y osteomalacia | 50 µg                             | Hipervitaminosis D                                                           | Pescados grasos como salmón, sardinas, arenque y caballa; carnes rojas, hígado, yema de huevo, alimentos enriquecidos con vitamina D                                                                 |
| Vitamina E   | Tocoferol, tocotrienol                                         | Lípidos     | 15,0 mg                                                     | Bastante rara; infertilidad en hombres y aborto en mujeres; Anemia hemolítica en recién nacidos.                                 | 1000 mg                           | Aumenta el riesgo de enfermedades cardiovasculares                           | Aceites vegetales como soja, maíz y aceite de oliva; nueces, semillas y germen de trigo |
| Vitamina K   | Filoquinona (K1), menaquinona (K2), menadiona (K3)             | Lípidos     | 120 µg                                                      | Diátesis hemorrágica | N/D                               | Aumenta la coagulación en pacientes que toman Warfarina.                     | Verduras como brócoli o espinacas, aceites vegetales, cereales |

### Vitaminas liposolubles
Las vitaminas liposolubles, A, D, E y K, se consumen junto con alimentos que contienen grasa.
Son las que se disuelven en grasas y aceites. Se almacenan en el hígado y en los tejidos grasos. Debido a que se pueden almacenar en la grasa del cuerpo no es necesario tomarlas todos los días, por lo que es posible, tras un consumo suficiente, subsistir una época sin su aporte.
Si se consumen en exceso (más de 10 veces las cantidades recomendadas) pueden resultar tóxicas. Esto les puede ocurrir sobre todo a deportistas, que aunque mantienen una dieta equilibrada recurren a suplementos vitamínicos en dosis elevadas, con la idea de que así pueden aumentar su rendimiento físico. 
Estas vitaminas no contienen nitrógeno, son solubles en grasa por lo tanto, son transportadas en la grasa de los alimentos que la contienen. Por otra parte, son bastante estables frente al calor (la vitamina C se degrada a 90 °C en oxalatos tóxicos). Se absorben en el intestino delgado con la grasa alimentaria y pueden almacenarse en el cuerpo en mayor o menor grado (no se excretan en la orina). Dada la capacidad de almacenamiento que tienen estas vitaminas no se requiere una ingesta diaria.

### Vitaminas hidrosolubles
Las vitaminas hidrosolubles son aquellas que se disuelven en agua. Se trata de coenzimas o precursores de coenzimas, necesarias para muchas reacciones químicas del metabolismo.
Estas vitaminas contienen nitrógeno en su molécula (excepto la vitamina C) y no se almacenan en el organismo, a excepción de la vitamina B12, que lo hace de modo importante en el hígado. El exceso de vitaminas ingeridas se excreta en la orina, por lo cual se requiere una ingesta prácticamente diaria, ya que al no almacenarse se depende de la dieta. Por otro lado, estas vitaminas se disuelven en el agua de cocción de los alimentos con facilidad, por lo que resulta conveniente aprovechar esa agua para preparar caldos o sopas.

## Efectos en la salud

### Deficiencia
La deficiencia de vitaminas, avitaminosis o hipovitaminosis puede producir trastornos más o menos graves, según el grado de deficiencia, llegando incluso a la muerte. Respecto a la posibilidad de que estas deficiencias se produzcan en el mundo desarrollado hay posturas muy enfrentadas. Por un lado están los que aseguran que es prácticamente imposible que se produzca una avitaminosis, y por otro los que responden que es bastante difícil llegar a las dosis de vitaminas mínimas, y por tanto, es fácil adquirir una deficiencia, por lo menos leve.
Normalmente, los que alegan que es “poco probable” una avitaminosis son mayoría. Este grupo mayoritario argumenta que:
- Las necesidades de vitaminas son mínimas, y no hay que preocuparse por ellas, en comparación con otros macronutrientes.
- Se hace un abuso de suplementos vitamínicos.
- En nuestro entorno se hace una dieta lo suficientemente variada para cubrir todas las necesidades.[18]
- La calidad de los alimentos en nuestra sociedad es suficientemente alta.

Por el lado contrario se responde que:
- La cantidad necesaria de vitaminas son pequeñas, pero también lo son las cantidades que se encuentran en los alimentos.
- No son raras las carencias de algún nutriente entre la población de países desarrollados: hierro y otros minerales, antioxidantes (muy relacionados con las vitaminas), entre otros.
- Las vitaminas se ven afectadas negativamente por los mismos factores que los demás nutrientes, a los que suman otros como: el calor, el pH, la luz, el oxígeno, entre otros.
- Basta que no se sigan las recomendaciones mínimas de consumir 5 porciones de verduras o frutas al día para que no se llegue a cubrir las necesidades diarias básicas.
- Cualquier factor que afecte negativamente a la alimentación, como puede ser, cambios de residencia, falta de tiempo, mala educación nutricional o problemas económicos; puede provocar alguna deficiencia de vitaminas u otros nutrientes.
- Son bien conocidos, desde hace siglos, los síntomas de avitaminosis severas. Pero no se sabe tan bien como diagnosticar una deficiencia leve a partir de sus posibles síntomas como podrían ser: las estrías en las uñas, sangrado de las encías, problemas de memoria, dolores musculares, falta de ánimo, torpeza, problemas de vista, entre otros.

Por estos motivos un bando recomienda consumir suplementos vitamínicos si se sospecha que no se llega a las dosis necesarias. Por el contrario, el otro bando lo ve innecesario, y avisan que abusar de suplementos puede ser perjudicial.

### Hipervitaminosis y toxicidad de las vitaminas
Las vitaminas aunque son esenciales, pueden ser tóxicas en grandes cantidades. Unas son muy tóxicas y otras son inocuas incluso en cantidades muy altas.
La toxicidad puede variar según la forma de aplicar las dosis. Como ejemplo, la vitamina D se administra en cantidades suficientemente altas como para cubrir las necesidades para 6 meses; sin embargo, no se podría hacer lo mismo con vitamina B3 o B6, porque sería muy tóxica.
Otro ejemplo es el que la suplementación con vitaminas hidrosolubles a largo plazo, se tolera mejor debido a que los excedentes se eliminan fácilmente por la orina.
Las vitaminas más tóxicas son la D, y la A, también lo puede ser la vitamina B3.
Otras vitaminas, sin embargo, son muy poco tóxicas o prácticamente inocuas.
La B12 no posee toxicidad incluso con dosis muy altas. A la tiamina le ocurre parecido, sin embargo con dosis muy altas y durante mucho tiempo puede provocar problemas de tiroides. En el caso de la vitamina E, solo es tóxica con suplementos específicos de vitamina E y con dosis muy elevadas. También se conocen casos de intoxicaciones en esquimales al comer hígado de mamíferos marinos (el cual contiene altas concentraciones de vitaminas liposolubles).

### Recomendaciones para evitar deficiencias de vitaminas
La principal fuente de vitaminas son los vegetales crudos, por ello, hay que igualar o superar la recomendación de consumir  5 raciones de vegetales o frutas frescas al día.
Por eso hay que evitar los procesos que produzcan pérdidas de vitaminas en exceso:
- Hay que evitar cocinar los alimentos en exceso. A mucha temperatura o durante mucho tiempo.
- Echar los alimentos que se vayan a cocer, en el agua ya hirviendo, en vez de llevar el agua a ebullición con ellos dentro.
- Evitar que los alimentos estén preparados (cocinados, troceados o exprimidos), mucho tiempo antes de comerlos.
- La piel de las frutas o la cáscara de los cereales contiene muchas vitaminas, por lo que no es conveniente quitarla.
- Elegir bien los alimentos a la hora de comprarlos. Una mejor calidad redunda en un mayor valor nutritivo.

Aunque la mayoría de los procesamientos perjudica el contenido vitamínico, algunos procesos biológicos pueden incrementar el contenido de vitaminas en los alimentos, como por ejemplo:
- La fermentación del pan, quesos u otros alimentos.
- La fabricación de yogur mediante bacterias.
- El curado de jamones y embutidos.
- El germinado de semillas, para ensaladas.

Los procesos industriales, normalmente suelen destruir las vitaminas. Pero alguno puede ayudar a que se reduzcan las pérdidas:
- El vaporizado del arroz consigue que las vitaminas y minerales de la cáscara se peguen al corazón del arroz y no se pierda tanto al quitar la cáscara.Hay que recordar que el arroz con cáscara tiene 5 veces más vitamina b1 (y otras vitaminas) que el que está pelado.
- La congelación produce pérdidas en la calidad de las moléculas de algunas vitaminas inactivando parte de ellas, es mejor consumir los alimentos 100 % frescos.
- Los procesos de esterilización UHT, muy rápidos, evitan un exceso de perdidas vitaminicas que un proceso más lento bien puede neutralizar el efecto de algunas enzimas destructoras de vitaminas como las que se encuentran dispersas en el zumo de naranja.

No consumir vitaminas en los niveles apropiados (contenidas en los alimentos naturales) puede causar graves enfermedades.

### Recomendaciones dietéticas
Al establecer las pautas de nutrientes humanos, las organizaciones gubernamentales no necesariamente acuerdan las cantidades necesarias para evitar la deficiencia o las cantidades máximas para evitar el riesgo de toxicidad. Por ejemplo, para la vitamina C, las ingestas recomendadas oscilan entre 40 mg/día en India y 155 mg/día para la Unión Europea.
La siguiente tabla muestra los Requisitos Promedio Estimados y la Ingesta Dietética Recomendada (EAR y RDA respectivamente, en inglés) de las vitaminas de EE. UU., la Ingesta de Referencia de la Población (PRI en inglés) para la Unión Europea (el mismo concepto que RDA), seguidos de lo que tres organizaciones gubernamentales consideran la ingesta máxima segura. La RDA se establece más altos que los EAR para cubrir a las personas con necesidades superiores al promedio. Las Ingestas Adecuadas (IA) se establecen cuando no hay suficiente información para establecer EAR y RDA. Los gobiernos tardan en revisar información de esta naturaleza. Para los valores de EE. UU., con la excepción de calcio y vitamina D, todos los datos datan de 1997-2004.
| Nutriente                       | EAR US | RDA US o AI más altos | PRI EU o AI más altos | Límite superior (UL) | Límite superior (UL) | Límite superior (UL) | Unidad |
| Nutriente                       | EAR US | RDA US o AI más altos | PRI EU o AI más altos | EE. UU.              | Europa               | Japón                | Unidad |
| ------------------------------- | ------ | --------------------- | --------------------- | -------------------- | -------------------- | -------------------- | ------ |
| Vitamina A                      | 625    | 900                   | 1300                  | 3000                 | 3000                 | 2700                 | µg     |
| Vitamina C                      | 75     | 90                    | 155                   | 2000                 | ND                   | ND                   | mg     |
| Vitamina D                      | 10     | 15                    | 15                    | 100                  | 100                  | 100                  | µg     |
| Vitamina K                      | NE     | 120                   | 70                    | ND                   | ND                   | ND                   | µg     |
| α-tocoferol (vitamina E)        | 12     | 15                    | 13                    | 1000                 | 300                  | 650-900              | mg     |
| Tiamina (Vitamina B1)           | 1.0    | 1.2                   | 0.1 mg/MJ             | ND                   | ND                   | ND                   | mg     |
| Riboflavina (Vitamina B2)       | 1.1    | 1.3                   | 2.0                   | ND                   | ND                   | ND                   | mg     |
| Niacina (Vitamina B3)           | 12     | 16                    | 1.6 mg/MJ             | 35                   | 10                   | 60-85                | mg     |
| Ácido pantoténico (Vitamina B5) | NE     | 5                     | 7                     | ND                   | ND                   | ND                   | mg     |
| Vitamina B6                     | 1.1    | 1.3                   | 1.8                   | 100                  | 25                   | 40-60                | mg     |
| Biotina (Vitamina B7)           | NE     | 30                    | 45                    | ND                   | ND                   | ND                   | µg     |
| Ácido fólico (Vitamina B9)      | 320    | 400                   | 600                   | 1000                 | 1000                 | 900-1000             | µg     |
| Cianocobalamina (Vitamina B12)  | 2.0    | 2.4                   | 5.0                   | ND                   | ND                   | ND                   | µg     |

EAR US: Requisitos Promedio Estimados (Estimated Average Requirements).
RDA US: Ingesta Dietética Recomendada (Recommended Dietary Allowances); más alto para los adultos que para los niños, y puede ser incluso más alto para las mujeres embarazadas o en período de lactancia.
AI US y EFSA AI: Ingestas adecuadas (Adequate Intake); Las AI se establecen cuando no hay información suficiente para establecer EAR y RDA.
PRI: Ingesta de Referencia de la Población (Population Reference Intake) es el equivalente de la RDA de la Unión Europea; más alto para los adultos que para los niños, y puede ser incluso más alto para las mujeres embarazadas o en período de lactancia. Para la tiamina y niacina, la PRI se expresa como cantidades por MJ de calorías consumidas. MJ = megajulio = 239 calorías de alimentos.
UL Límite superior (Upper Limit): Niveles superiores de ingesta tolerables.
ND: Los UL no han sido determinados.
NE: EAR no han sido establecidos.

## Historia
| Año  | Vitamina                        | Fuente alimentaria                                       |
| ---- | ------------------------------- | -------------------------------------------------------- |
| 1913 | Vitamina A (retinol)            | aceite de hígado de bacalao                              |
| 1910 | Vitamina B1 (tiamina)           | salvado de arroz                                         |
| 1920 | Vitamina C (ácido ascórbico)    | cítricos, mayoría de alimentos frescos                   |
| 1920 | Vitamina D (calciferol)         | aceite de hígado de bacalao                              |
| 1920 | Vitamina B2 (riboflavina)       | carne, lácteos, huevos                                   |
| 1922 | Vitamina E (tocoferol)          | aceite de germen de trigo, aceites vegetales sin refinar |
| 1926 | Vitamina B12                    | hígado, huevos, productos animales                       |
| 1929 | Vitamina K1 (filoquinona)       | legumbres                                                |
| 1931 | Vitamina B5 (ácido pantoténico) | carne, cereales integrales                               |
| 1931 | Vitamina B7 (biotina)           | carne, lácteos, huevos                                   |
| 1934 | Vitamina B6 (piridoxina)        | carne, lácteos,                                          |
| 1936 | Vitamina B3 (niacina)           | carne, cereales                                          |
| 1941 | Vitamina B9 (ácido fólico)      | legumbres                                                |

El valor de comer ciertos alimentos para mantener la salud era reconocido mucho antes de que se identificaran las vitaminas. Los antiguos egipcios sabían que la alimentación con hígado a una persona podía ayudar a curarle la ceguera nocturna, una enfermedad que ahora se sabe que es causada por una deficiencia de vitamina A. El avance de los viajes oceánicos durante el Renacimiento dio lugar a que las expediciones pasaran largos periodos sin acceso a frutas frescas y vegetales y a que apareciesen enfermedades por deficiencias vitamínicas, bastante comunes entre las tripulaciones de los buques.
En 1747, el cirujano escocés James Lind descubrió que los alimentos cítricos ayudaban a prevenir el escorbuto, una enfermedad particularmente mortal en la que el colágeno no se forma correctamente, causando mala cicatrización de las heridas, el sangrado de las encías, dolores agudos y, finalmente, la muerte. En 1753, Lind publicó su Treatise on the Scurvy [Tratado sobre el escorbuto], que recomendaba el uso de limones y limas para evitarlo, práctica que fue adoptada por la Marina Real británica. (Esto dio lugar al apodo Limey para los marineros de la Royal Navy). El descubrimiento de Lind, sin embargo, no fue aceptado por todos y en las expediciones árticas de la misma Royal Navy, en el siglo XIX, en lugar de prevenir el escorbuto con una dieta de alimentos frescos, se creía evitarlo con una buena higiene, el ejercicio regular y el mantenimiento de la moral de la tripulación a bordo. Como resultado, las expediciones árticas continuaron siendo afectadas por el escorbuto y otras enfermedades de deficiencias vitamínicas. A principios del siglo XX, cuando Robert Falcon Scott realizó sus dos expediciones a la Antártida, la teoría médica que prevalecía en ese momento era que el escorbuto era causado por la comida enlatada «contaminada».
Desde finales del siglo XVIII y principios del XIX, el uso de estudios de privación permitió a los científicos aislar e identificar una serie de vitaminas. Los lípidos del aceite de pescado se utilizaron para curar el raquitismo en ratas, y por ello los nutrientes solubles en grasa se llamaron antirraquitismo A (antirachitic A). Así, el primer bioactivo “vitamínico” nunca aislado, que curó el raquitismo, se llamó inicialmente “vitamina A”; sin embargo, la bioactividad de este compuesto se llama ahora vitamina D. En 1881, el cirujano ruso Nikolai Lunin (Лунин, Николай Иванович) estudió los efectos del escorbuto mientras estaba en la Universidad de Tartu, en la actual Estonia. Alimentó ratones con una mezcla artificial de todos los constituyentes separados de la leche conocidos en ese momento, a saber, proteínas, grasas, carbohidratos, y sales. Los ratones que recibieron solo los componentes individuales murieron, mientras que los ratones alimentados con la leche en sí se desarrollaron normalmente. Lunin llegó a la conclusión de que «un alimento natural, como la leche, debe por lo tanto contener, además de estos ingredientes principales conocidos, pequeñas cantidades de sustancias desconocidas esenciales para la vida». Sin embargo, sus conclusiones fueron rechazadas por otros investigadores —como su asesor, Gustav von Bunge.— cuando fueron incapaces de reproducir sus resultados. La diferencia fue que él había utilizado el azúcar de mesa (sacarosa), mientras que otros investigadores habían utilizado el azúcar de la leche (lactosa) que todavía contenía pequeñas cantidades de vitamina B.  Un resultado similar de Cornelius Pekelharing apareció en una revista médica neerlandesa en 1905, pero no se informó ampliamente.
En Asia oriental, donde el arroz blanco refinado era el alimento básico común de la clase media, el beriberi resultante de la falta de vitamina B1 era endémico. En 1884, Takaki Kanehiro, un experimentado médico japonés, que había estudiado con otros médicos británicos de la Marina Imperial Japonesa, observó que el beriberi era endémico entre la tripulación de bajo rango que a menudo solo comía arroz, pero que no aparecía entre los oficiales que consumían una dieta al estilo occidental. Con el apoyo de la marina japonesa, experimentó con las tripulaciones de dos barcos de guerra; una tripulación fue alimentada solo con arroz blanco, mientras que la otra lo fue con una dieta de carne, pescado, cebada, arroz y frijoles. En el grupo que solo comía arroz blanco se documentaron 161 casos de beriberi y 25 muertes en la tripulación, mientras que en el segundo grupo solo se dieron 14 casos de beriberi y ninguna muerte. Esto convenció a Takaki y a la marina de guerra japonesa que la dieta era la causa del beriberi, pero se equivocaron cuando creyeron que con cantidades suficientes de proteínas lo impedirían. Que las enfermedades podrían ser el resultado de algunas deficiencias en la dieta fue además investigado por Christiaan Eijkman, quien en 1897 descubrió que la alimentación con arroz integral en lugar de la variedad refinada para pollos, ayudaba a prevenir una clase de polineuritis que era el equivalente del beriberi en las gallinas. Al año siguiente, Frederick Hopkins postuló que algunos alimentos contenían «factores accesorios» —además de proteínas, carbohidratos, grasas, etc.— que eran necesarios para las funciones del cuerpo humano. Hopkins y Eijkman fueron galardonados con el Premio Nobel de Fisiología o Medicina en 1929 por su descubrimiento de varias vitaminas.

### Devitamineavitamin
En 1910, el científico japonés Umetaro Suzuki logró aislar el primer complejo vitamínico, extrayendo un complejo hidrosoluble de micronutrientes a partir del salvado de arroz, al que llamó ácido abérico (más tarde Orizanin). Publicó este descubrimiento en una revista científica japonesa. Cuando el artículo fue traducido al alemán, en la traducción no se hacía constar que se trataba de un nutriente recién descubierto (afirmación sí hecha en el artículo original en japonés) y por ello su descubrimiento paso inadvertido. En 1912, el bioquímico polaco Casimir Funk, que entonces trabajaba en Londres,  aisló el mismo complejo de micronutrientes y propuso que el complejo se llamará «vitamina» (de «vital amina», nombre sugerido por Max Nierenstein un amigo y lector de bioquímica en la Universidad de Bristol.) Más tarde se conocería como vitamina B3 (niacina), aunque la describió como "anti-beri-beri-factor" (que hoy se llamaría tiamina o vitamina B1). Funk propuso la hipótesis de que otras enfermedades, como el raquitismo, la pelagra, la enfermedad celíaca y el escorbuto, también podrían curarse con vitaminas. El nombre pronto se convirtió en sinónimo de los «factores accesorios» de Hopkins, y, cuando se demostró que no todas las vitaminas eran aminas, la palabra ya estaba en todas partes. En 1920, Jack Cecil Drummond propuso que la “e” final se suprimiera para restarle importancia a la referencia “amina”, cuando los investigadores empezaron a sospechar que no todas las “vitaminas” (en particular, la vitamina A) tenían un componente de amina.

### Nomenclatura
| Nombre anterior | Nomenclatura química     | Motivo del cambio de nombre                                                 |
| --------------- | ------------------------ | --------------------------------------------------------------------------- |
| Vitamina B4     | Adenina                  | Metabolito de ADN; sintetizada en el cuerpo                                 |
| Vitamina B8     | Ácido adenílico          | Metabolito de ADN; sintetizada en el cuerpo                                 |
| Vitamina BT     | Carnitina                | Sintetizada en el cuerpo                                                    |
| Vitamina F      | Ácidos grasos esenciales | Necesario en grandes cantidades (no se ajusta a la definición de vitamina). |
| Vitamina G      | Riboflavina              | Reclasificada como Vitamina B2                                              |
| Vitamina H      | Biotina                  | Reclasificada como Vitamina B7                                              |
| Vitamina J      | Catecol, Flavina         | Catecol no esencial; flavina reclasificada como Vitamina B2                 |
| Vitamina L1     | Ácido antranílico        | No esencial                                                                 |
| Vitamina L2     | Adeniltiometilpentosa    | Metabolito de ARN; sintetizado en el cuerpo                                 |
| Vitamina M o Bc | Folato                   | Reclasificada como Vitamina B9                                              |
| Vitamina P      | Flavonoides              | Muchos compuestos, no se ha demostrado que sean esenciales                  |
| Vitamina PP     | Niacina                  | Reclasificada como Vitamina B3                                              |
| Vitamina S      | Ácido salicílico         | No esencial                                                                 |
| Vitamina U      | S-metilmetionina         | Metabolito proteico; sintetizado en el cuerpo                               |

La razón por la que el conjunto de vitaminas salta directamente de la E a la K es que las vitaminas correspondientes a las letras de F a J se reclasificaron con el tiempo, se descartaron como pistas falsas o se les cambió el nombre debido a su relación con la vitamina B, que se convirtió en un complejo de vitaminas.
Los científicos de habla danesa que aislaron y describieron la vitamina K porque la vitamina está íntimamente involucrada en la coagulación de la sangre después de una herida (de la palabra danesa Koagulation). En ese momento, la mayoría (pero no todas) de las letras de la F a la J ya estaban designadas, por lo que el uso de la letra K se consideró bastante razonable. La tabla Nomenclatura de vitaminas reclasificadas enumera las sustancias químicas que anteriormente se habían clasificado como vitaminas, así como los nombres anteriores de las vitaminas que luego se convirtieron en parte del complejo B.
Las vitaminas B faltantes se reclasificaron o se determinó que no eran vitaminas. Por ejemplo, B9 es ácido fólico y cinco de los folatos están en el rango de B11 a B16. Otros, como PABA (antes B10), son biológicamente inactivos, tóxicos o con efectos inclasificables en humanos, o no reconocidos generalmente como vitaminas por la ciencia, así como los números más altos, que algunos médicos naturópatas llaman B21 y B22. También hay nueve vitaminas del complejo B con letras (por ejemplo, Bm). Hay otras vitaminas D que ahora se reconocen como otras sustancias, que algunas fuentes del mismo tipo numeran hasta D7. El controvertido laetril para el tratamiento del cáncer fue una vez denominado vitamina B17. No parece haber consenso sobre las vitaminas Q, R, T, V, W, X, Y o Z, ni existen sustancias designadas oficialmente como vitaminas N o I, aunque esta última pudo haber sido otra forma de una de las otras vitaminas o un conocido y nombrado nutriente de otro tipo.

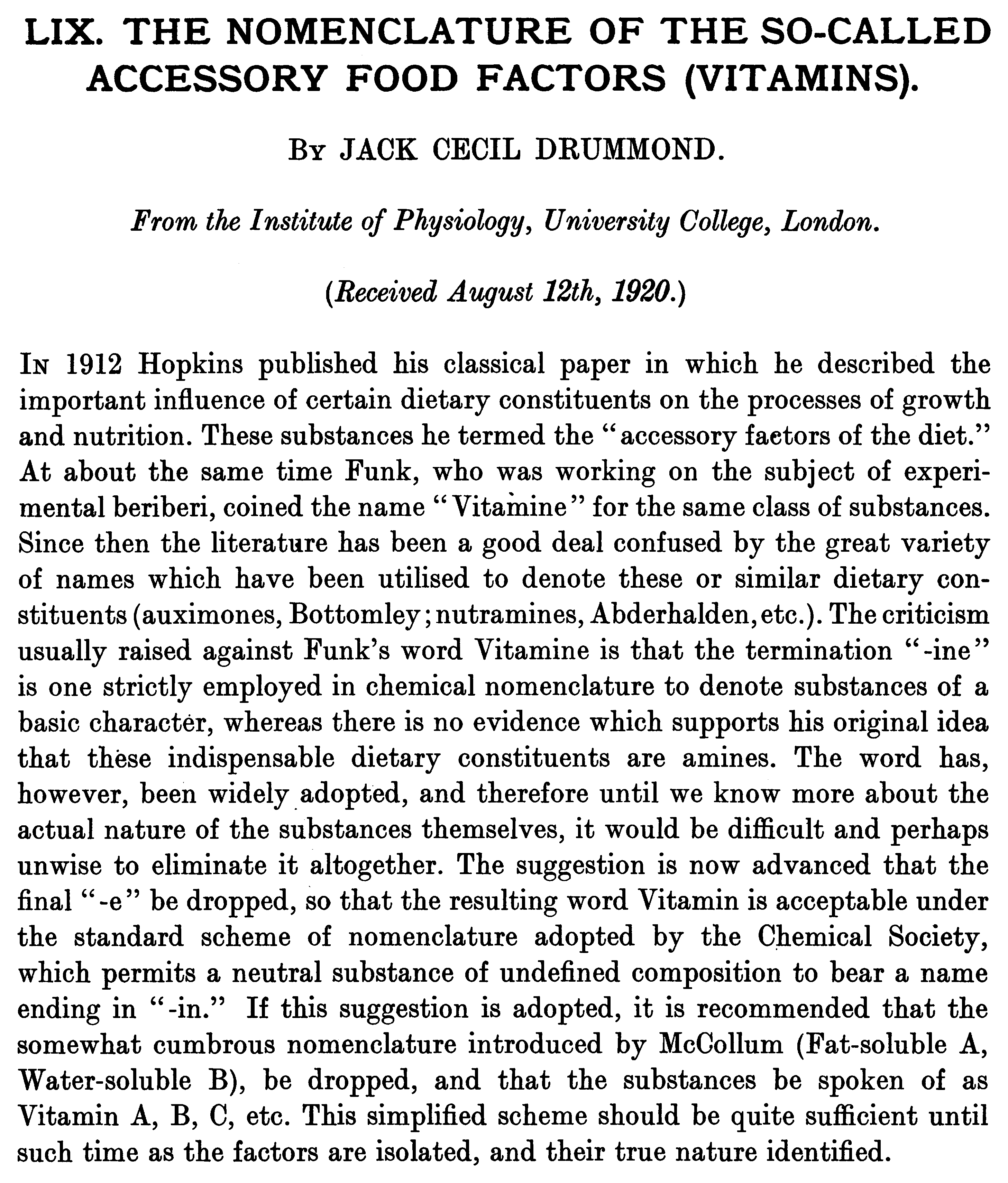
El artículo de un solo párrafo de Jack Drummond en 1920, que proporciona la estructura y la nomenclatura que se usa hoy en día para las vitaminas.

### Premios Nobel a la investigación sobre vitaminas
El Premio Nobel de Fisiología o Medicina de 1929 fue otorgado a Christiaan Eijkman y a sir Frederick Gowland Hopkins por sus contribuciones al descubrimiento de las vitaminas. Treinta y cinco años antes, Eijkman había observado que los pollos alimentados con arroz blanco pulido desarrollaban síntomas neurológicos similares a los observados en marineros militares y soldados alimentados con una dieta a base de arroz, y que los síntomas se revertían cuando los pollos cambiaron a arroz integral. Llamó a esto "el factor anti-beriberi", que más tarde fue identificado como B1, tiamina.
En 1930, Paul Karrer dilucidó la estructura correcta del beta-caroteno, el principal precursor de la vitamina A, e identificó otros carotenoides. Karrer y Norman Haworth confirmaron el descubrimiento de Albert Szent-Györgyi del ácido ascórbico e hicieron importantes contribuciones a la química de las flavinas, lo que llevó a la identificación de la lactoflavina. Por sus investigaciones sobre los carotenoides, las flavinas y las vitaminas A y B2, ambos recibieron el Premio Nobel de Química en 1937.
En 1931,  Albert Szent-Györgyi  y uno de sus investigadores Joseph Svirbely sospecharon que el “ácido hexurónico” era en realidad la vitamina C, y dieron una muestra a Charles Glen King, que probó su eficacia contra el escorbuto en ensayos con conejillos de indias. En 1937, Szent-Györgyi fue galardonado con el Premio Nobel de Fisiología o Medicina por su descubrimiento. En 1943, Edward Adelbert Doisy y Henrik Dam fueron galardonados con el Premio Nobel de Fisiología o Medicina por su descubrimiento de la vitamina K y su estructura química. En 1967, George Wald fue galardonado con el Premio Nobel (junto con Ragnar Granit y Haldan Keffer Hartline) por su descubrimiento de que la vitamina A podría participar directamente en un proceso fisiológico.
En 1938, Richard Kuhn recibió el premio Nobel de Química por su trabajo sobre carotenoides y vitaminas, específicamente B2 y B6.
Cinco personas han recibido premios Nobel por estudios directos e indirectos de la vitamina B12: George Whipple, George Minot y William P. Murphy (1934), Alexander R. Todd (1957) y Dorothy Hodgkin (1964).

### Historia del marketing promocional
Una vez descubiertas, las vitaminas se promocionaron activamente en artículos y anuncios en McCall's, Good Housekeeping, y otros medios de comunicación. Los especialistas en marketing promovieron con entusiasmo el aceite de hígado de bacalao, una fuente de vitamina D, como «sol embotellado», y los plátanos como un «alimento de vitalidad natural». Promovieron alimentos como los pasteles de levadura, una fuente de vitamina B, sobre la base de un valor nutricional determinado científicamente, en lugar del sabor o la apariencia.  Los investigadores de la Segunda Guerra Mundial se centraron en la necesidad de garantizar una nutrición adecuada, especialmente en alimentos procesados. A Robert W. Yoder se le atribuye el primer uso del término vitamania,  en 1942, para describir el atractivo de depender de suplementos nutricionales en lugar de obtener vitaminas de una dieta variada de alimentos. La preocupación constante por un estilo de vida saludable ha llevado a un consumo obsesivo de aditivos cuyos efectos beneficiosos son cuestionables.